# Эль-Карак (мухафаза)
Эль-Ка́рак (араб. محافظة الكرك‎) — мухафаза на западе Иордании.
- Административный центр — Эль-Карак.
- Площадь — 3 495 км², население — 243 700 человек (2012 год).

## География
На севере граничит с мухафазой Мадаба, на северо-востоке с мухафазой Амман, на востоке с мухафазой Маан, на юге с мухафазой Эт-Тафила, на западе с Израилем по Мёртвому морю.

## Административное деление
Мухафаза разделена на 7 районов:
- Ayy
- Faqqu
- Al-Karak
- Al-Mazar al-Janubiyya
- Al-Mazra’a
- Al-Qasr
- Al-Safi